# Maurice Hizette
Maurice Hizette, né à Ixelles le 6 décembre 1925 et mort à Tournai le 20 mai 2014, est un dessinateur, peintre, sculpteur et créateur de vitraux, de nationalité belge, qui s'est principalement illustré par ses nombreuses contributions à la restauration et la création de vitraux, dans les années suivant la Seconde Guerre mondiale. Dans un registre très différent, il est aussi connu pour ses compositions originales de pastels rehaussés à la feuille d'or, ayant pour sujet la femme dans ses gestes journaliers et sa féminité naturelle.

## Biographie

### Famille et formation
Maurice (Gilles Odon) Hizette est né à Ixelles, Belgique, le 6 décembre 1925, de l'union, en 1920, de Gilles Oscar Hizette, sous-lieutenant payeur de l'armée belge et vétéran décoré de la Première Guerre mondiale, et de Germaine Barbe Hélène Gabrielle Louckx, sans profession. Il eut un frère cadet, Roger.
Marié une première fois en 1945, à l'âge de 19 ans, il divorça 10 ans plus tard, et se remaria en 1956. Chacune de ces unions lui donna une fille. Sa seconde épouse, Marie-Louise Hélène Creten, elle-même divorcée, et déjà mère de deux enfants, était la fille du peintre et architecte Victor Creten. 
Veuf en 1996, il mourut à Tournai en 2014 et fut inhumé à Nieuport. 
Manifestant très tôt un intérêt et des dispositions pour le dessin, il entama une formation artistique durant la Seconde Guerre mondiale, qu'il poursuivit avec succès après la libération. Il cumula les diplômes de l’École Saint-Luc (1942), de l’Académie Royale des Beaux-Arts de Bruxelles (1943), où il obtint un premier prix de peinture, et de l'École nationale supérieure d'Architecture et des Arts décoratifs de La Cambre (1948), qui lui décerna un premier prix de peinture monumentale.
Il fut lauréat, en 1945, du prix de la fondation Doutrelon de Try.

### Carrière et œuvre
Peu après la fin de ses études, il installe son atelier à Anderlecht. Il figure dans l'Almanach de Bruxelles de 1948 dans la rubrique "Vitraux d'art" et est mentionné comme artiste peintre. 

La première partie de sa carrière est essentiellement consacrée à la restauration et la création de vitraux, principalement religieux. De nombreux vitraux ont en effet été détruits ou abîmés pendant la Seconde Guerre mondiale et la demande de restauration est importante. Le site Web de l'Institut Royal du Patrimoine Artistique contient 70 photographies de ses réalisations et projets. Il travaille habituellement, sinon toujours, avec un maître verrier, lui se chargeant de la conception des vitraux et du dessin de leurs cartons, et le maître verrier en assurant la réalisation. Il collabore ainsi notamment avec Fernand Crickx, Jacques Colpaert et les ateliers Osterrath. Ses œuvres ornent, entre autres, la basilique de Koekelberg, la collégiale Sainte Waudru de Mons, et la cathédrale de Bujumbura.

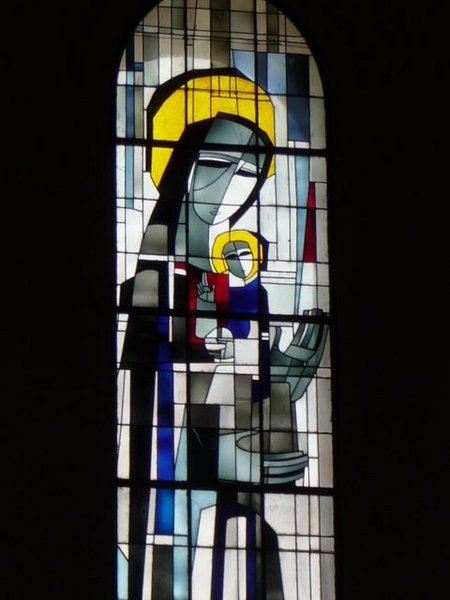
Vitrail de la cathédrale Regina Mundi de Bujumbura, M. Hizette, 1959

En 1999, la Revue belge d'Archéologie et d'Histoire de l'Art publia un compte-rendu détaillé de la restauration des vitraux de la nef de la Collégiale Sainte Waudru de Mons, qui lui fut confiée en juillet 1957 et ne s'acheva qu'en avril 1966; cet article décrit minutieusement la chronologie du projet, mené en partenariat avec le maître verrier Fernand Crickx, les difficultés rencontrées, la manière de les adresser, les lenteurs administratives, exacerbées ici par la multiplicité des parties impliquées (Fabrique d'église, Ville, Province, État), et permet de comprendre pourquoi il a fallu tant de temps pour finaliser la restauration.

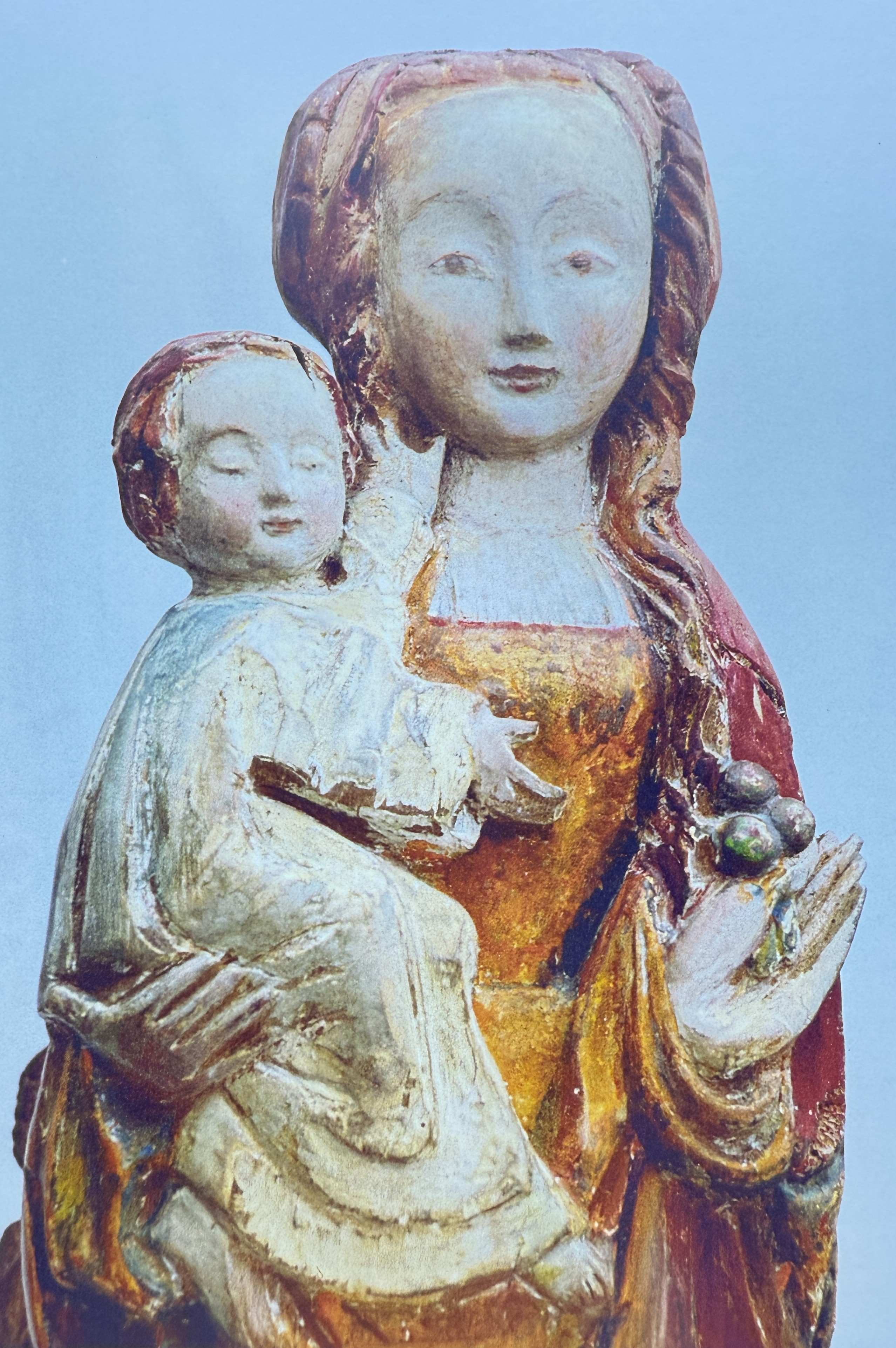
Vierge à l'enfant. sculpture polychrome, M. Hizette, années 1980

La demande en matière de vitrail se raréfiant, il redirige son activité, à partir de 1979, vers la sculpture sur bois, en utilisant du chêne multiséculaire.  Restant influencé par les sujets religieux qu'il avait traités dans ses vitraux, il réalise plusieurs œuvres en bois naturel ou polychrome.  Une exposition leur fut consacrée en 1990, à Genval et à Paris.

Il revient ensuite au dessin et à la peinture, et produit notamment des tableaux en technique mixte, mêlant le pastel et la feuille d'or, et célébrant, avec sensualité, la femme dans son intimité. Il exposa une partie de ces œuvres en 1998, à Genval, et l'on peut parfois en retrouver au catalogue d'une vente aux enchères.

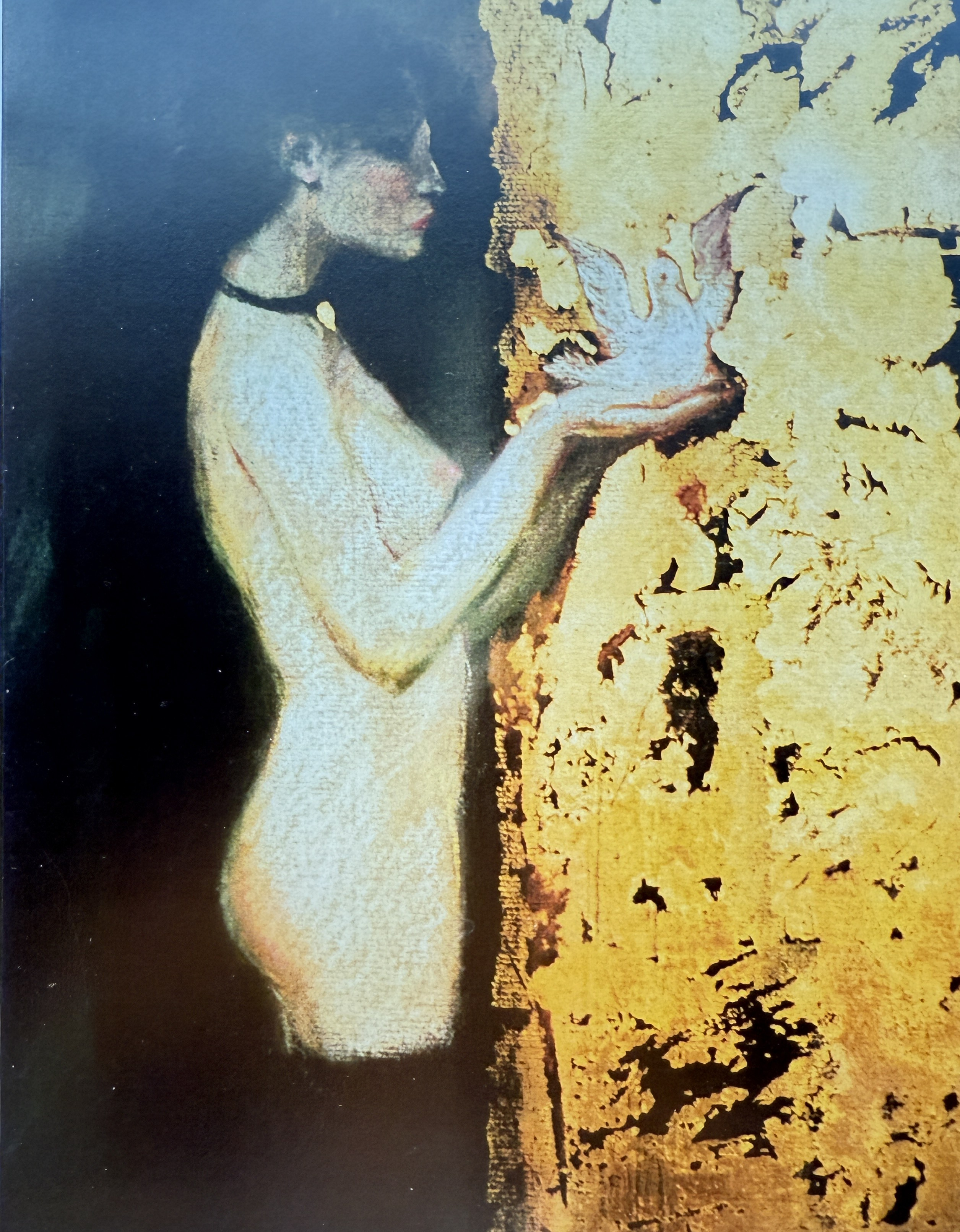
Jeune femme à la colombe, pastel et feuille d'or, M. Hizette, années 1990

En 1995, il fut promu officier de l'ordre de Léopold II.

## Galerie

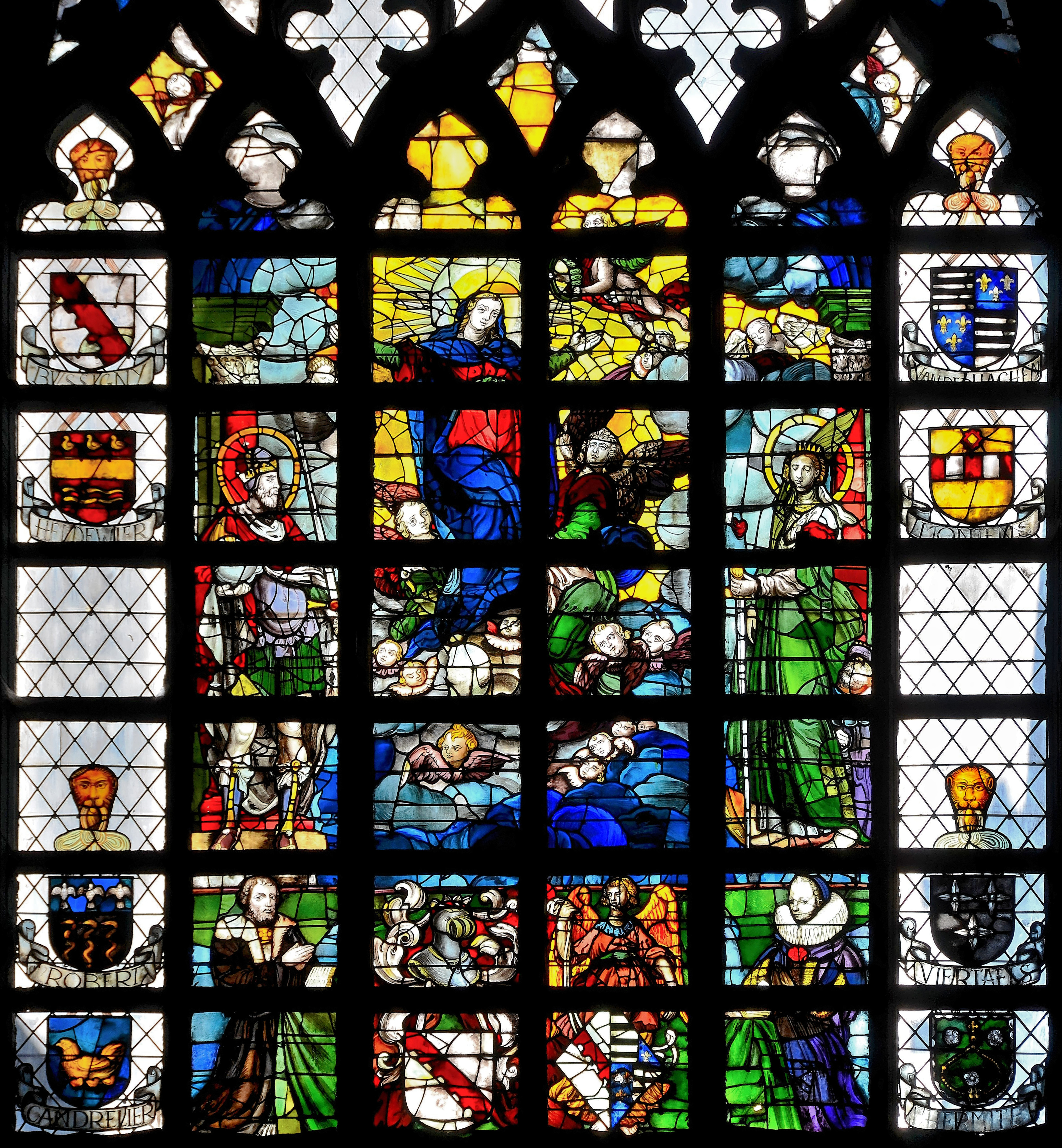
L'Assomption, collégiale Sainte-Waudru, nef, M. Hizette/F. Crickx, 1965
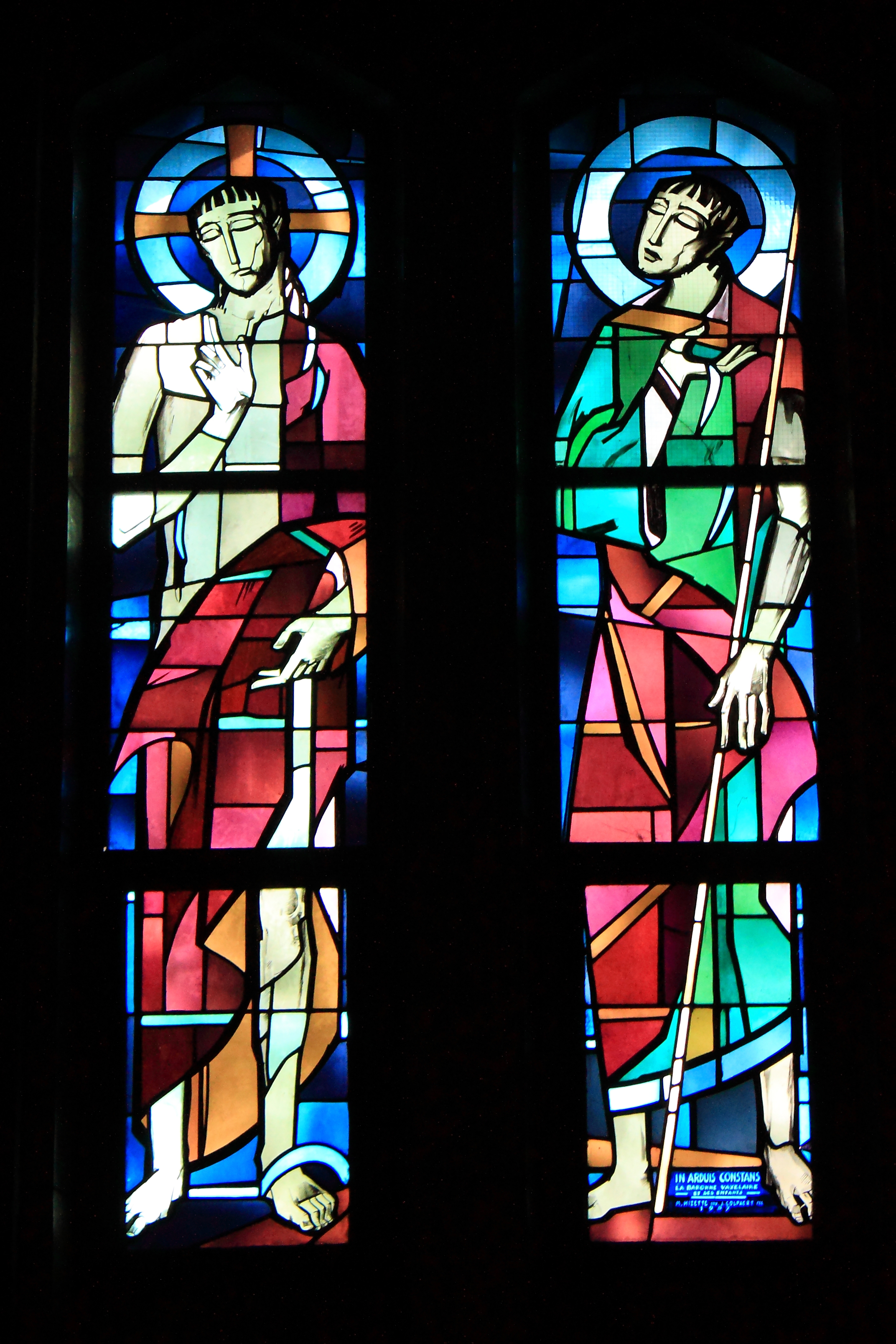
Basilique de Koekelberg, fonts baptismaux, M. Hizette/J. Colpaert, 1957
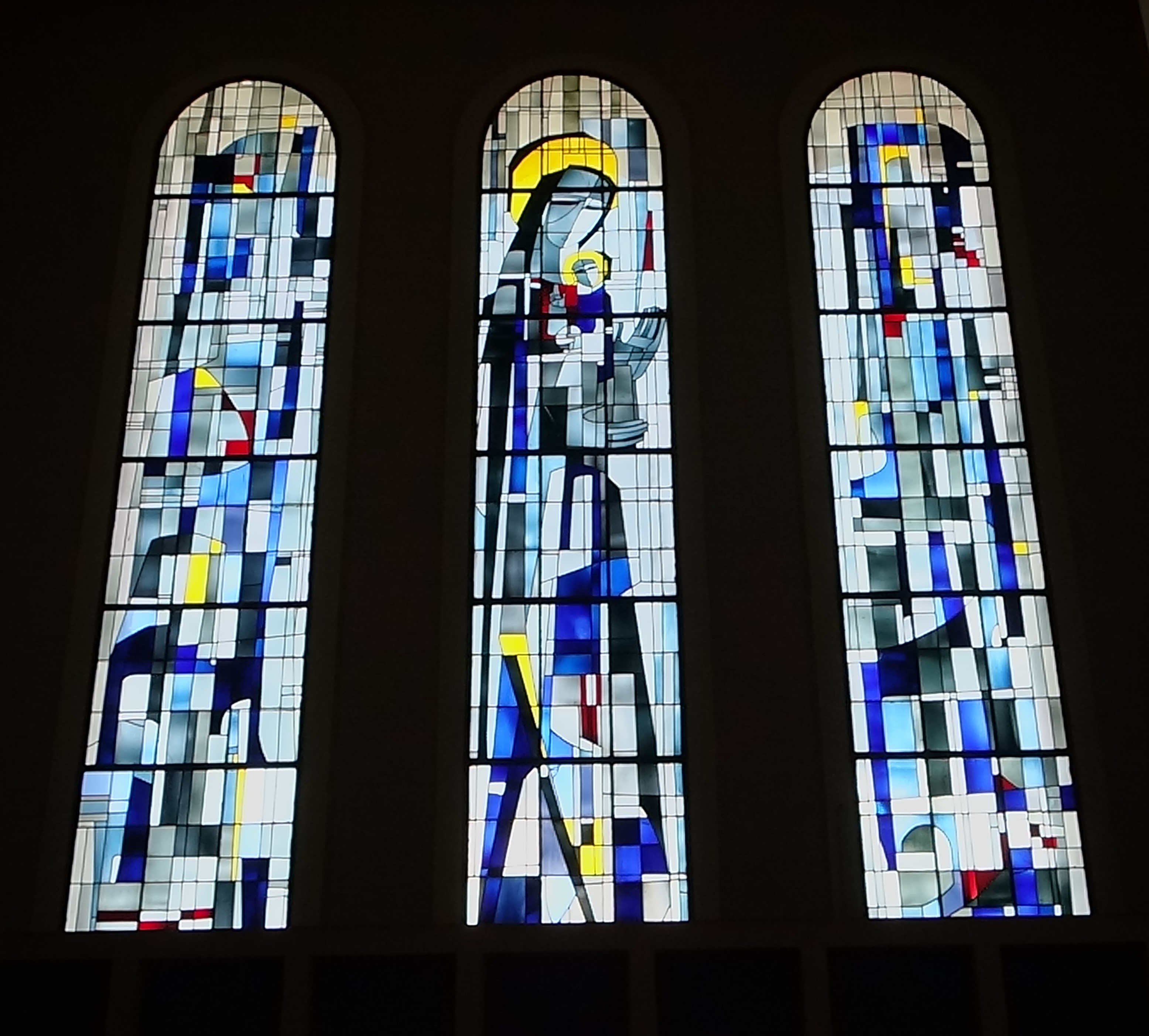
Cathédrale Regina Mundi de Bujumbura, vitrail en façade, M. Hizette, 1959